# Molly Rohtlieb
Molly Catharina Elisabeth Rohtlieb, född 11 juli 1836 i Stockholm, död 14 februari 1914 i Stockholm, var en svensk lärare och textilkonstnär.

## Biografi
Rohtliebs far var Johannes Rohtlieb var kyrkoherde i Tyska församlingen i Stockholm och kom ursprungligen från Hamburg, medan modern, Charlotte Döhn, var född på Rügen, då det ännu var svenskt. En syster till Molly Rohtlieb var gift med Gösta Laurin.
Rohtlieb fick sin utbildning i hemmet och var språkkunnig och berest. Hon reste flera gånger till Tyskland, Österrike, Schweiz, Danmark, Norge, Frankrike, Holland och Belgien, där hon besökte teatrar, kyrkor och museum. Arbetade som lärare på Wallinska flickskolan i Stockholm. Hon umgicks i kretsen av personer där Sophie Adlersparre och Carl Curman också var med. Tillsammans med Sophie Adlersparre och Hanna Winge grundade hon föreningen Handarbetets vänner 1874 och var under de första åren tillsammans med Vinge föreningens konstnärliga ledare. Hennes konst består huvudsakligen av broderimönster och kyrklig textil.